# Esclavo de sus besos
«Esclavo de sus besos» (Inglés: Slave of her kisses) es una canción interpretada por el cantante español David Bisbal. Fue escrita por José Abraham y Juanma Leal y producida por Armando Ávila. La canción fue lanzada como el primer sencillo del cuarto álbum de estudio de Bisbal Sin mirar atrás (2009).
La canción debutó en la lista de sencillos españolas en la semana del 30 de agosto de 2009 en el número seis, siendo el debut más alto de la semana. Tres semanas más tarde, la pista alcanzó el puesto número uno durante cuatro semanas consecutivas. En Estados Unidos, la canción debutó en las listas de éxitos en la semana del 26 de septiembre de 2009 subir a la cima diez de los Billboard Latin Top Songs trazar cuatro semanas después. "Esclavo de Sus Besos" alcanzó el número uno el 31 de octubre de 2009, que sustituye "Loba" por cantautora colombiana Shakira, siendo sucedido por el también cantautor español Alejandro Sanz tres semanas después. La canción se convirtió en tercera Bisbal del número-uno golpeado en la tabla, después de "¿Quien me iba a decir?" (2006) y "Aquí estoy yo", su colaboración con Luis Fonsi, Aleks Syntek y Noel Schajris. El reggaeton official remix características Magnate & Valentino dúo romántico, urbano o un remix.

## Posiciones
| Tabla (2009)                          | Posición |
| ------------------------------------- | -------- |
| Productores de Música de España       | 1        |
| U.S. Billboard Top Latin Songs        | 1        |
| U.S. Billboard Latin Pop Airplay      | 1        |
| U.S. Billboard Tropical/Salsa Airplay | 2        |
| U.S. Bubbling Under Hot 100 Singles   | 21       |

Ventas
- España Platino 2x (80.000)
- Argentina Platino 2x (40.000)